# Чэнь Дэ
Чэнь Дэ (кит. 陈德, пиньинь: Chén Dé, род. 26 ноября 1949) — китайский шахматист, мастер ФИДЕ.
Чемпион Китая 1974 и 1977 гг.
В составе сборной Китая участник шахматной олимпиады 1978 г. и трех командных чемпионатов Азии (1977, 1979 и 1981 гг.; сборная Китая неизменно завоевывала серебряные медали). В командных чемпионатах континента сыграл 17 партий, из которых выиграл 12, 3 завершил вничью и 2 проиграл.
Участник крупного международного турнира в Ганновере (1983 г.).
Выступает за команду Шахматного клуба Гуандуна в Китайской шахматной лиге.
В 2004 г. получил звание международного арбитра.

## Основные спортивные результаты
| Год  | Город        | Соревнование                                        | + | − | = | Результат | Место |
| ---- | ------------ | --------------------------------------------------- | - | - | - | --------- | ----- |
| 1974 | Чэнду        | Чемпионат Китая                                     |   |   |   |           | 1     |
| 1977 | Тайюань      | Чемпионат Китая                                     |   |   |   |           | 1     |
|      | Окленд       | Командный чемпионат Азии (сборная Китая, 2-я доска) |   |   |   |           |       |
| 1978 | Буэнос-Айрес | XXIII Олимпиада (сборная Китая, 2-я доска)          | 1 | 5 | 3 | 2½ из 9   |       |
| 1979 | Сингапур     | Командный чемпионат Азии (сборная Китая, запасной)  |   |   |   |           |       |
| 1981 | Ханчжоу      | Командный чемпионат Азии (сборная Китая, запасной)  |   |   |   |           |       |
| 1983 | Ганновер     | Международный турнир (открытый чемпионат ФРГ)       | 3 | 6 | 6 | 6 из 15   | 12—13 |
| 1987 | Сюйчан       | Чемпионат Китая                                     | 6 | 3 | 3 | 7½ из 12  | 4—9   |

## Изменения рейтинга
| Графики недоступны из-за технических проблем. См. информацию на Фабрикаторе и на mediawiki.org. |